# (32422) 2000 RO42
2000 RO42 (asteroide 32422) é um asteroide da cintura principal. Possui uma excentricidade de 0.05961820 e uma inclinação de 9.01400º.
Este asteroide foi descoberto no dia 3 de setembro de 2000 por LINEAR em Socorro.